# Die Chroniken des Schwarzen Mondes
Die Chroniken des Schwarzen Mondes (Originaltitel: Chroniques de la lune noire) ist eine französische Fantasy-Comicserie. Die Serie stammt von François Marcela-Froideval, der für Text, und Olivier Ledroit, der für die Zeichnungen verantwortlich war. Für die Bände sechs bis vierzehn übernahm Cyril Pontet die Rolle des Zeichners, seither ist Fabrice Angleraud für die Zeichnungen verantwortlich.

## Inhalt
Der wandernde Halbelf Wismerhill wurde bereits von einem Orakel vorausgesagt und wird Kaiser des Reiches. Zusammen mit seinen Gefährten hat er zahlreiche Schlachten auszutragen und kann in einem finalen Kampf den Magier des Bösen, Hazzheel Thorn, besiegen.

## Veröffentlichung
Die Serie wurde in Frankreich ab 1989 im Verlag Zenda veröffentlicht, mit Band 5 wechselte man zum Verlag Dargaud.
In Deutschland erschien die Serie von 1990 bis 1997 bei Splitter. Ab 2001 wurde die Serie bis #14 bei Carlsen Comics publiziert. Seitdem veröffentlicht Finix Comics die weiteren Bände.
Mit dem 14. Band La Fin Des Temps (Das Ende Der Zeiten), der im November 2008 zunächst in Frankreich erschien, endet der erste Zyklus der Serie.
2011 wurde mit Band 0 ein Prequel herausgebracht und 2012 startete mit Band 15 der 2. Zyklus.
In den letzten Jahren hat Froideval bislang drei an die Chroniken angelehnte Spin-Offs entwickelt, deren jeweils erste Bände in Deutschland ebenfalls bei Carlsen erschienen sind. Die Titel dieser Serien lauten Methraton (ab 2001), Arkanum und Die Geheimnisse Des Schwarzen Mondes. Bislang bei Dargaud in Frankreich erschienen neben weiteren Bänden der genannten Spin-Offs ein Einzelband namens Succubus.

## In deutscher Übersetzung veröffentlichte Bände
- Band 0: Grausames Spiel (En un jeu cruel – 2011)
- Band 1: Im Zeichen der Finsternis (Splitter) / Das Zeichen der Schatten (Carlsen) (Le signe des Ténèbres – 1989)
- Band 2: Der Flug des Drachen (Le Vent des Dragons – 1990)
- Band 3: Das Zeichen der Dämonen (La marque des démons – 1991)
- Band 4: Die Stunde der Schlange (Quand sifflent les Serpents – 1992)
- Band 5: Das Blutbad von Tsaroth (Splitter) / Scharlachroter Tanz (Carlsen) (La danse écarlate – 1994)
- Band 6: Die Schattenkrone (Splitter) / Die Krone des Schattens (Carlsen) (La Couronne des Ombres – 1995)
- Band 7: Winde, Jade und Kohle (Splitter) / Von Winden, Jade und Kohle (Carlsen) (De Vent, de Jade et de Jais – 1997)
- Band 8: Das Schwert der Gerechtigkeit (Le Glaive de justice – 1999)
- Band 9: Die Gesänge der Negierung (Les Chants de la négation – 2000)
- Band 10: Das Ende des Adlers (L'Aigle foudroyé – 2002)
- Band 11: Ave Tenebrae (Ave Tenebrae – 2003)
- Band 12: Das Tor zur Hölle (La Porte des Enfers – 2005)
- Band 13: Die Prophezeiung (La Prophétie – 2006)
- Band 14: Das Ende der Zeiten (La fin des temps – 2008)
- Band 15: Terra Secunda 1/2 (Terra Secunda 1/2 - 2012)
- Band 16: Terra Secunda 2/2 (Terra Secunda 2/2 – 2014)
- Band 17: Schlangenkriege (Guerres ophidiennes – 2015)
- Band 18: Der Opalthron (Le Trône d'Opale – 2017)
- Band 19: Eine ganz normale Woche (Une semaine ordinaire – 2018)
- Band 20: Ein Tor zur Hölle (Une porte sur l´enfer – 2019)
- Band 21: Sic Transit Gloria Mundi (Sic Transit Gloria Mundi – 2021)

## In anderen Medien
Im Jahr 1999 veröffentlichte der inzwischen aufgelöste französische Entwickler "Cryo" ein Strategiespiel, welches Massenschlachten ermöglichen sollte. "Die Chroniken des schwarzen Mondes" zeichneten sich allerdings nicht nur durch eine mäßige Graphik aus, sondern vor allem dadurch, dass dieses Spiel sich auf den meisten Computern ohne Patch nicht installieren ließ. Darin liegt wohl auch der Grund, weshalb dieses in Deutschland von Koch Media verlegte Spiel nahezu unbekannt blieb.
Von der Firma Vircom wurde ein MMORPG mit dem Titel Black Moon Chronicles – Winds Of War angekündigt.
Im Jahr 2002 wurde die Entwicklung dieses Spiels eingestellt, im Januar 2007 von der Firma AmalGame-Online Inc. wieder aufgenommen. Der Start einer offenen Beta war für den 25. Februar 2008 angekündigt. Die Entwicklung des Spiels sollte von Digiland Entertainment durchgeführt werden. Das Spielkonzept sollte stark an das System des Vorgängerprojekts von Vircom angelehnt sein. Aus den Stellenanzeigen des Entwicklers ließ sich ersehen, dass die Grafik wieder auf dem Original basieren sollte.